# カクテル (映画)
『カクテル』（原題：Cocktail）は、1988年のアメリカ映画。
ヘイウッド・グールドの同名小説を映画化した作品で、ロジャー・ドナルドソン監督、トム・クルーズ主演。トム・クルーズの笑顔と、フレアバーテンディングによるカクテル作りの派手なパフォーマンスでヒットを博した。

## あらすじ
兵役あがりのブライアンは一攫千金を夢見てニューヨークに降り立つが、就職活動は難航し、ビジネス学校に通いながらカクテル・バーでバーテンダーのアルバイトを始める。ベテランバーテンダーのダグラス（ダグ）とコンビを組み、二人は派手なバーテンディングで評判になる。ブライアンは自分たちの店「Cocktails & Dreams」を持つことを構想するが、ダグは乗り気ではない。女性を巡ってダグと仲違いしたブライアンはニューヨークを離れる。
ブライアンはジャマイカのビーチでバーテンダーとして働きだす。ニューヨークから来たジョーダンと親しくなるが、新婚旅行に来たダグにけしかけられ、年上のボニーに手を出す。ブライアンはボニーとニューヨークに戻るが破局し、ジョーダンとよりを戻そうと彼女を訪ねる。ジョーダンはブライアンを拒絶するが、彼の子を身ごもっていた。ダグは富豪の娘ケリーと結婚したが株式投資に失敗し、財産を失っていた。ダグはブライアンと再会したあと自殺する。心を入れ替えたブライアンは再びジョーダンを訪ね、結婚を申し込む。
ジョーダンと結婚したブライアンは、叔父のパットから借りた金でバー「Flanagan's Cocktails & Dreams」を開店する。開店祝いの日、ジョーダンはおなかの子が双子であると打ち明け、店は喜びに包まれた。

## 概要
映画のカテゴリーとしては、青春群像劇といえる。野望、出世、金、挫折と成功、師弟関係、友情、恋愛、幸福感などのテーマが入り混じった物語構成で、主人公が人生のアップダウンを繰り返しながら、大切な愛を掴むまでが描かれている。キャッチコピーは「この男のいるところ、いつも喝采…」であるが、内容とは隔たりがある。

## キャスト
| 役名                   | 俳優                     | 日本語吹替 |
| ---------------------- | ------------------------ | ---------- |
| ブライアン・フラナガン | トム・クルーズ           | 渡辺裕之   |
| ダグラス・コグラン     | ブライアン・ブラウン     | 小川真司   |
| ジョーダン・ムーニー   | エリザベス・シュー       | 小山茉美   |
| ボニー                 | リサ・ベインズ           | 一城みゆ希 |
| リチャード・ムーニー   | ローレンス・ラッキンビル | 山内雅人   |
| ケリー・コーグリン     | ケリー・リンチ           | 勝生真沙子 |
| コラール               | ジーナ・ガーション       | 鈴鹿千春   |
| パットおじさん         | ロン・ディーン           | 中庸助     |
| エディ                 | ロバート・ドンリー       |            |
| エレノア               | エレン・フォーリー       | 種田文子   |
| ダルシー               | アンドレア・ドーベン     |            |

- 日本語吹替 - 初放送1991年9月28日 フジテレビ 『ゴールデン洋画劇場』
  - 20世紀スタジオ作品とは異なり、現在いずれの映像ソフトにもこの吹替は収録されていない。

## 評価
作品自体の興行成績は各国で良好であった。
しかし、その年の最低作品を選ぶゴールデンラズベリー賞に作品賞と脚本賞で選ばれてもおり、単なるアイドル映画として扱われることが多い。またグールドの原作・脚本とも、内容や表現が下品と評されることがある。映像の編集に関しても、登場人物の髪の長さに前後で矛盾がある、ガラスにカメラが反射して映っているなどの基本技術がなっていないという指摘もなされる。

## 備考
- 原作・脚本のヘイウッド・グールドは、元ニューヨークポスト記者で、バーテンダーの経験がある。

## 作品に登場するカクテル
- レッドアイ（Red Eye） - 作中で多く登場するダグラスの好物で、生卵を入れるのが彼のこだわりである。
- キューバ・リブレ（Cuba Libre）
- セックス・オン・ザ・ビーチ（Sex On the Beach）
- オーガズム（Orgasm）
- ターコイズ・ブルー（Turquoise Blue）
- フローズン・ダイキリ（Frozen Daiquiri）